# Marlena Maląg
Marlena Maląg, née le 2 novembre 1964 à Ostrów Wielkopolski, est une femme politique polonaise, membre de Droit et justice (PiS).
De 2019 à 2023, elle est deux fois ministre du gouvernement Morawiecki.

## Biographie
Marlena a été étudiante à l'Université Jan Długosz de Częstochowa, puis à l'Université Adam-Mickiewicz de Poznań en informatique et aussi à l'Université de technologie de Poznań.
Membre du parti Droit et justice, elle est élue députées sous les 9e et 10e législatures de la Diète puis élue aux élections européennes de 2024.
Elle est nommée ministre du Travail de 2019 à 2023, ministre du Développement et de la Technologie, ministre de la Numérisation par intérim du Gouvernement Morawiecki III en novembre et décembre 2023.

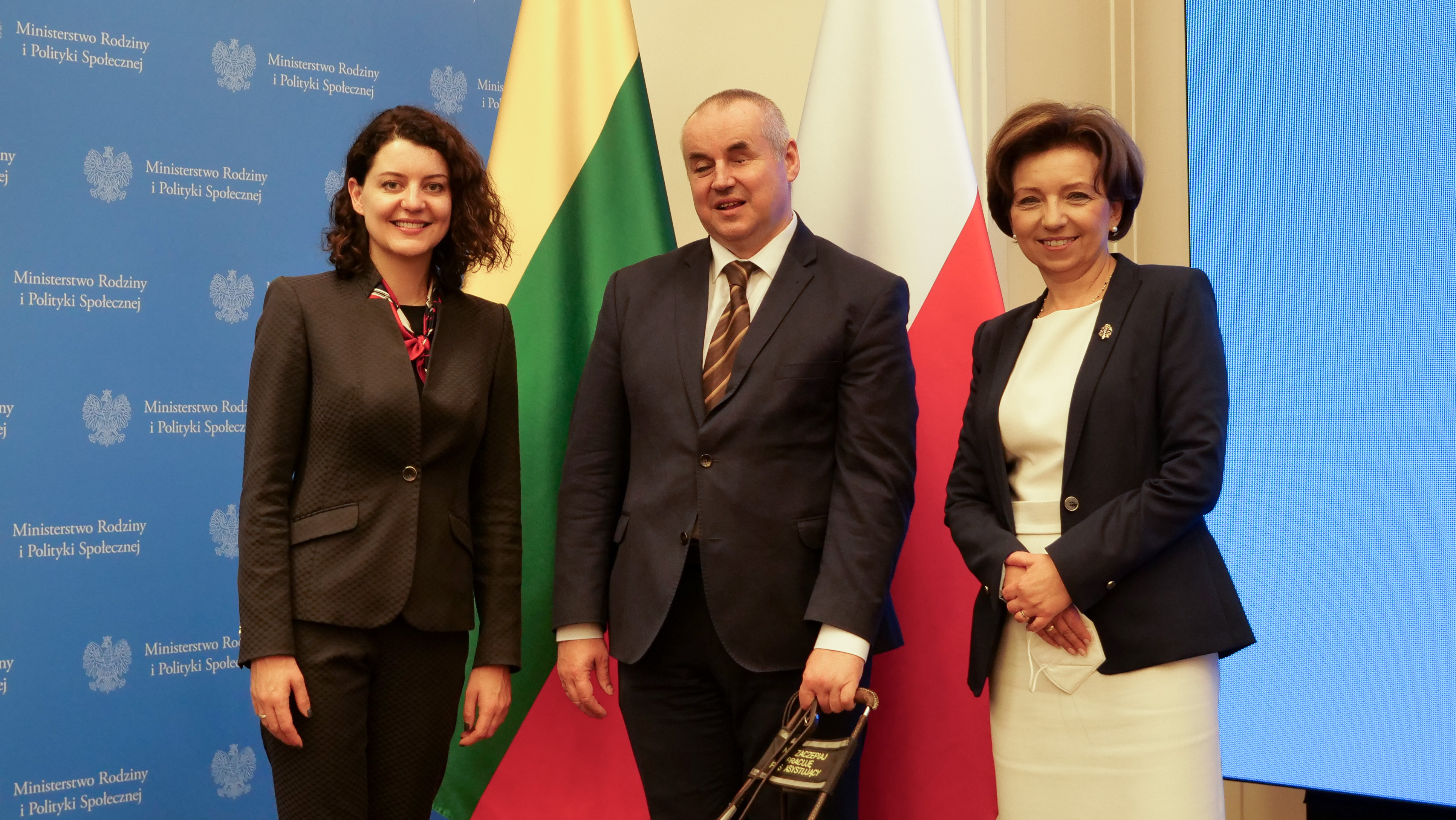
En 2021 avec Monika Navickienė et Paweł Wdówik.